# Wellington (Teksas)
Wellington – miasto w Stanach Zjednoczonych, w stanie Teksas, w  hrabstwie Collingsworth. W 2000 roku liczyło 2 275 mieszkańców.